# 桜林高等学校
桜林高等学校 （おうりんこうとうがっこう）は、千葉県千葉市若葉区桜木北一丁目にある私立高等学校。通称は「桜林」（おうりん）。

## 概要
金剛学園高等専修学校として開校。金剛学園高等学校への改組を経て現在の校名になった。校訓を「自己確立」「自他共楽」と定め、建学の精神を「少林寺拳法の理念を取り入れた教育により自己確立・自他共楽を図り、日本国及び国際社会に貢献し得る人材の育成」としたり、重点部活動に少林寺拳法を位置づけたりするなど、教育理念の背景に少林寺拳法の影響が大きい。

## 沿革
- 1989年 - 金剛学園高等専修学校開校
- 1990年 - 2号館完成
- 1991年 - テニスコート完成
- 1993年 - 太田義平記念体育館完成、グラウンド完成
- 1994年 - 工業高等課程電気工事士科設置
- 1995年 - 実習館（現3号館）完成
- 1996年 - 太陽光発電所完成
- 1997年 - 商業実務課程商業科を流通システム科に科名変更
- 1999年 - 新実習館完成
- 2000年 - 金剛学園高等専修学校を改組し、金剛学園高等学校の設置計画申請
- 2001年 - 金剛学園高等学校開校
- 2004年 - 御殿校舎・御殿グラウンド取得
- 2005年 - 桜林高等学校へ改称
- 2006年 - 全日制課程開設（定時制課程は廃止）

## 教育方針
学習指導
単なる詰め込み教育や大学受験指導ではなく、「確かな学力は人生を生き抜くための自信と力となる」という考えに基づき、「チャレンジ＆チェンジ」を目標としている。また、以下の取り組みも実施している。
- 毎日の朝読書
- 電子黒板の導入
- コース別授業（特進コースと総合コース）
- 特別補講の実施
- ICTプラットフォーム「Classi」の導入
- 「スタディサプリ」の無料提供（特進コース3年生のみ）

生活指導
「社会生活の基本はあいさつ」と位置づけ、規律・規範意識の育成を重視している。
進路指導
進路指導の目的を「これからの自分の人生設計を計画的・継続的に考えられること」としており、情報提供のための各種進路セミナー（ガイダンス、模擬授業、進路講演）の実施や定期的な進路希望調査や年次ごとの進路適性検査、さらに自分の考えを明確にするために「書いて考える進路」を導入している。

## 卒業生
- 櫻川ソロモン - サッカー選手

## 交通
- JR総武本線 都賀駅 徒歩21分
- 千葉都市モノレール2号線 桜木駅 徒歩6分